# 가와사키 프론탈레
가와사키 프론탈레(일본어: 川崎フロンターレ 가와사키 후론타레[*], Kawasaki Frontale)는 일본 가나가와현 가와사키시를 연고로 하는 J리그 축구 팀이다. 현재 대한민국 축구 골키퍼 정성룡의 소속팀이다.

## 개요
홈 경기장은 나카하라구의 도도로키 육상 경기장,  팀명 '프론탈레'는 정면이라는 뜻의 이탈리아어로 최전선에서 계속 도전하는 개척 정신을 담아, 정면에서 정정당당하게 싸우는 팀의 자세를 표현하고 있다.
엠블럼은 가와사키시의 꽃인 진달래, 팀 마스코트인 돌고래, 팀 컬러를 토대로 세계를 향해 열려있는 활력과, 바다를 가까이 접한 매력적인 가와사키를 상징화했다. 팀 컬러는 블루, 블랙, 화이트로 1997년 3월 26일 이래 상호협력하고 있던 브라질의 축구 클럽 그레미우에게서 끌어왔다.
클럽 마스코트로는 빠른 돌고래를 형상화한 '프론타', '카브레라', '와룬타'가 있다. 이 중 '프론타'라는 이름은 공모를 통해 선정되었다. 세 마스코트 모두 등에 등번호 12번을 달고 있으며, 이 번호는 서포터를 상징하는 번호로 영구 결번되어 있다. 이는 마스코트가 단순한 캐릭터가 아니라 서포터의 일원으로 함께한다는 의미를 담고 있다.

## 역사

### 창단과 성장(1955-1997)
1955년에 후지쯔 축구부로 창단되었다. 1972년에 일본 사커 리그(JSL) 2부로 승격하였으며, 요미우리 FC, 도시바 SC와 같이 경쟁하였다. 1977년 JSL 1부 리그로 승격하였으나, 1979년 강등되었다. 1992년 부터는 재팬 풋볼 리그(JFL)에 참가했다. 
1997년에 프로팀이 되며, 명칭이 공모에 의해 지금의 '가와사키 프론탈레'로 결정되었다. 

### 승격과 도전(1998-2016)
1998년 베투 감독이 취임하고, 가시마 앤틀러스로 부터 오니키 도루가 가세해 브라질 출신의 공격수들이 활약했다. JFL에서 준우승을 차지하며 J1리그 참가결정전에 진출했지만, 아비스파 후쿠오카와의 경기에서 2-2로 맞선 연장전 끝에 골든골을 허용하며 2-3으로 패배, 승격이 무산되었다.

1999년에 출범한 J2리그에서 리그 초대 우승을 차지하고 J1으로 승격했지만, 성적 부진으로 통합순위 16위(전기리그 15위, 후기리그 15위)의 성적을 받아 2000년에 다시 J2로 강등되었으며 해당 구단이 1997년 프로팀으로 전향하는 한편 1999년 J1 승격 과정에서 J리그 연맹에서는 가와사키시에서 두개 구단이 관중 확보를 위한 출혈 경쟁이 예상된다는 등의 의견을 내렸고 이 과정에서  베르디 가와사키가 뒷날 도쿄로 연고 이전을  하기도 했다.
상황이 이렇다 보니 한국 프로야구에서는 롯데 자이언츠가 버티고 있는 부산에 제2구단 창단설이 있었으나 2개 이상 구단이 같은 연고지를 사용할 경우 먼저 연고지를 사용하고 있는 구단의 허락이 있어야 한다는 KBO 규약 탓인지 무산됐다.
가와사키는 2001년부터 2003년까지 J2에서 활동하였고, 2004년 J2리그에서 승점 105점을 기록하며 우승을 차지해 J1에 복귀하게 되었다.
2006년 J1 준우승을 차지해 AFC 챔피언스리그에 참가하게 되었다. 2007년도에는 J리그 YBC 르방컵 준우승 및 AFC 챔피언스리그 8강의 성적을 기록하게 된다. 2008년과 2009년엔 2년 연속 J리그 준우승을 차지했으나, 2011년 11위를 기록하여 10위권 밖으로 밀려났다. 2013년에는 리그 3위를 기록하며, 상위권 복귀와 동시에 AFC 챔피언스리그 티켓을 거머쥐었다. 이후 14시즌과 15시즌에는 6위를 기록하였으나, 2016 시즌에 우라와 레드 다이아몬즈의 뒤를 이어 준우승을 차지하였다.

### 오니키 감독 체제(2017-2024)

#### 2017 시즌
팀 슬로건 'Paint it Blue - J를! 세계를! 물들여라!!'를 내걸고 시즌을 시작했다. 오니키 도루 감독이 새롭게 부임했으며, 주요 선수들이 이적과 임대를 통해 팀을 떠났다. 반면, 오미야에서 이에나가 아키히로, 오사카에서 아베 히로유키, 니가타에서 마이클 피츠제럴드를 영입하며 전력을 보강했다.
가와사키는 시즌 내내 한 번도 연패 없이 안정적인 경기력을 유지했다. 19라운드 이후 15경기 무패 행진을 기록했고, 최종전에서 오미야를 상대로 5-0 대승을 거두며, 창단 21년 만에 첫 J1리그 우승을 차지했다. 이는 1999년 J2 출범 이후 처음으로 J1 우승을 차지한 사례였다. 또한, 리그 사상 최초로 승점이 아닌 득실차로 우승이 결정되었으며, 시즌 4패로 최소 패배 우승 타이 기록을 세웠다.
AFC 챔피언스리그에서는 조별리그를 1위로 통과했으나, 8강에서 우라와 레드 다이아몬즈에게 1차전 3-1 승리 후 2차전에서 퇴장 변수가 작용하며 2-5 패배(합계 4-5)로 탈락했다.
J리그 YBC 르방컵에서는 결승에 진출했으나, 세레소 오사카에 0-2로 패하며 준우승. 이 대회 결승에서 4경기 연속 무득점 기록을 세우며 최다 연속 결승 패배(4회) 기록을 남겼다.

#### 2018 시즌
가와사키 프론탈레는 오니키 체제 2년 차를 맞이하며 일부 선수들이 이적 및 계약 종료로 팀을 떠났다. 대신, 오쿠보 요시토(FC 도쿄), 사이토 마나부(요코하마 F. 마리노스), 아카사키 슈헤이(가시마) 등 여러 선수를 영입하며 전력을 보강했다.
리그에서는 지난 시즌 20라운드부터 이어진 무패 행진을 19경기까지 기록하며 좋은 흐름을 유지했다. 
11월 3일, 31라운드에서 가시와 레이솔을 3-0으로 꺾으며 3년 연속 ACL 출전권을 확보했다. 11월 10일, 32라운드에서 세레소 오사카에 패배했지만, 경쟁 팀인 히로시마도 패배하면서 최종전 전 우승이 확정되었다. 이로써 가와사키 프론탈레는 J리그 역사상 다섯 번째이자, 오리지널 10을 제외한 팀 중 최초로 J리그 2연패를 달성했다.

이 시즌 가와사키는 57득점, 27실점으로 리그 득점 및 최소 실점 1위를 기록했으며, J리그 역사상 가장 큰 승점 차(2위와 12점 차이)로 우승을 확정지었다.
후지 제록스 슈퍼컵에서는 세레소 오사카와 맞붙어 고바야시와 오쿠보의 득점에도 불구하고 2-3으로 패하며 준우승을 차지했다. J리그 YBC 르방컵에서는 8강에서 가시마 앤틀러스와 대결했지만 1무 1패로 탈락했다. 천황배 역시 8강에서 야마가타에 2-3으로 패배하며 도전을 마무리했다. AFC 챔피언스리그에서는 멜버른 빅토리, 상하이 상강, 울산 현대와 같은 조에 속했지만 조별리그에서 탈락했다.

#### 2019 시즌
오니키 체제 3년 차, 일부 선수들이 이적 및 계약 종료로 팀을 떠났지만 레안드루 다미앙(SC 인테르나시오나우), 마기뉴(빌라 노바 FC), 야마무라 가즈야(세레소 오사카) 등을 영입해 전력을 보강했다.
리그에서는 5라운드부터 20라운드까지 15경기 연속 무패를 기록하며 순항했지만, 시즌 내내 많은 무승부(12무)를 기록하며 승점 관리에 어려움을 겪었다. 홈에서의 승률이 저조해 최종 순위는 4위에 머물렀고, 천황배 우승팀이 ACL 진출권을 획득하지 못하면서 4년 연속 ACL 출전에도 실패했다.
AFC 챔피언스리그에서는 시드니 FC, 상하이 상강, 울산 현대와 같은 조에 속했지만 조별리그 3위로 탈락했다.
후지 제록스 슈퍼컵에서는 천황배 우승팀 우라와 레드 다이아몬즈를 상대로 레안드루 다미앙의 결승골로 1-0 승리를 거두며 첫 우승을 차지했다.
J리그 YBC 르방컵에서는 결승에서 삿포로와 연장전까지 가는 접전 끝에 3-3으로 비긴 후, 승부차기에서 승리하며 대회 첫 우승을 달성했다. 천황배는 4라운드에서 고베에 패배하며 조기 탈락했다.
이 외에 7월 19일에 열린 J리그 월드 챌린지에서 잉글랜드 프리미어 리그의 첼시 FC와 맞붙어 레안드루 다미앙의 골로 1-0 승리를 거두었다.

#### 2020 시즌
오니키 체제 4년 차, 여러 선수들의 이적과 영입이 이루어졌다. 아카사키 슈헤이(센다이), 아베 히로유키(나고야) 등이 완전 이적했고, 혼다 FC에서 도노 다이야를 완전 이적으로 획득해 후쿠오카로, 미야기 덴은 유스에서 승격해 도야마로 각각 기한부 이적했다. 반면, 미야시로 다이세이가 복귀했고, 미토마 가오루(쓰쿠바대), 하타테 레오(준텐도대) 등이 신입 선수로 합류하며 팀에 새로운 활력을 불어넣었다.  
리그 개막전에서는 사간 도스와 비기며 8년 연속 개막전 무승부 기록을 이어갔다. 하지만 이후 코로나19의 영향으로 시즌이 중단되었다가 재개되었고, 가와사키는 폭발적인 경기력을 보이며 승리를 이어나갔다. 8월 15일 삿포로전에서는 미토마와 고바야시가 각각 두 골을 기록하며, J1 역사상 최초로 교체 출전한 두 선수가 멀티골을 기록하는 진기록을 세웠다. 이어 9월 5일 세레소 오사카전에서 승리하며 10연승을 달성, J1 단일 시즌 최다 연승 기록을 새롭게 썼다. 팀의 기세는 멈추지 않았고, 10월 18일 히로시마전에서 J리그 역사상 최초로 한 시즌에 두 번의 10연승을 기록하는 팀이 되었다. 11월 3일에는 FC 도쿄를 꺾으며 12연승을 기록했고, 가나가와 더비(요코하마 F. 마리노스, 요코하마 FC, 쇼난 벨마레)에서도 6전 전승을 기록하며 지역 라이벌들을 상대로 완벽한 성적을 거두었다.  
그리고 마침내 11월 25일, 감바 오사카를 상대로 5-0 대승을 거두며, 리그 종료까지 4경기를 남긴 상황에서 J1 역사상 가장 빠른 우승을 확정지었다.

이 시즌 가와사키는 단순히 우승하는 것에 그치지 않고 수많은 신기록을 세웠다. 88골을 기록하며 J1 연장전 폐지 후 최다 득점 신기록을 작성했고, 시즌 단 3패만을 기록하며 J리그 역사상 최소 패배 우승 기록도 세웠다. 또한 26승을 거두며 2회전 풀리그 체제(2003년 이후 기준) 최다 승리 기록을 세웠으며, 2위와의 승점 차는 무려 18점으로 J리그 역사상 가장 큰 차이로 우승을 확정짓는 등 압도적인 시즌을 보냈다.  
컵 대회에서도 강한 모습을 보였다. J리그 YBC 르방컵에서는 4년 만에 조별리그부터 참가했으며, 8강전에서 비셀 고베를 6-0으로 대파하며 대회 역사상 원정팀 최다 점수 차 승리를 기록했다. 하지만 준결승에서 FC 도쿄에 패하며 결승 진출에는 실패했다. 천황배에서는 코로나19로 인해 준결승부터 참가하게 되었는데, J3 우승팀 아키타를 2-0으로 꺾고 결승에 진출했다. 결승에서는 감바 오사카를 1-0으로 제압하며 구단 역사상 첫 천황배 우승을 차지했고, J리그와의 2관왕을 달성했다. 특히, J2 출신 팀으로서는 최초로 국내 3대 타이틀(J리그, J리그컵, 천황배)를 모두 석권하는 대기록을 세웠다.  
이러한 팀 기록뿐만 아니라 개인적인 기록도 빛났다. 오니키 감독은 J리그 역사상 최초로 4년 연속 국내 3대 타이틀을 획득한 일본인 감독이 되었으며, 2년 만에 우승 감독상을 수상했다. 또한 가와사키에서 9명의 선수가 베스트 11에 선정되었는데, 이는 단일 클럽 역사상 최다 기록이었다. 여기에 더해 4명의 선수가 우수 선수상까지 받으며, 가와사키 프론탈레는 그야말로 2020시즌 J리그를 지배한 팀으로 자리 잡았다.
2020 시즌이 끝난 후, 가와사키의 상징적인 존재였던 나카무라 겐고가 현역 은퇴를 선언했다. 그는 2003년부터 팀을 이끌며 수많은 업적을 남겼으며, 팬들에게 깊은 인상을 남긴 채 선수 생활을 마무리했다.

#### 2021 시즌
오니키 체제 5년 차, 나카무라가 은퇴했으며 여러 선수들이 임대에서 완전 이적했다. 마와타리 카즈아키는 오미야로, 스즈키 유토는 이와타로, 포프 윌리엄은 오이타로, 타비나스 제퍼슨은 미토로 이적했다. 또한, 시모다와 모리타는 각각 오이타와 CD 산타 클라라로, 사이토는 나고야로, 카이오 세자르는 나가사키로 완전 이적했다.

임대 복귀한 선수로는 후쿠오카에서 도노, 오이타에서 지넨, 도야마에서 미야기가 있었다. 새로 영입된 선수들은 고즈카 가즈키(오이타), 쓰카가와 고키(마쓰모토), 주앙 슈미트(나고야)였다. 또한, 다나베 슈토(시즈오카 가쿠엔)와 다치바나다 겐토(도인 요코하마 대학)이 입단했다.
2021 시즌 개막전에서 가와사키는 요코하마를 2-0으로 이기며 9년 만에 도도로키에서 개막전 승리를 기록했다. 이 승리로 오니키 감독은 통산 85승을 달성하며 클럽 최다 승리 감독이 되었다. 이어 C오사카, 센다이, 도쿠시마, 가시와를 연이어 꺾으며 개막 5연승을 기록했다.

4월과 5월에는 나고야와 연속 맞대결에서 승리하며, 5월 16일 삿포로를 2-0으로 꺾고 J1 최다 연속 무패 기록(22경기)을 경신했다. 5월 30일에는 오니키 감독이 156경기 만에 통산 100승을 달성했다. 결과적으로 리그전 개막 25경기 무패, 리그전 30경기 무패, 공식전 42경기 무패라는 기록을 남겼다.

11월 3일 우라와와의 경기를 1-1로 비기고, 같은 날 요코하마가 패하면서 2년 연속, 통산 4번째 리그 우승을 확정지었다. 오니키 감독은 5년 연속 국내 3대 타이틀을 획득하며, J리그 최다 우승 감독이 되었다.

11월 27일 감바 오사카를 4-1로 이기며, 리그 역사상 최초로 승점 90 이상을 기록했다. 레안드루 다미앙은 23골로 득점왕에 올랐으며, 시즌 최소 패배 기록(2패)과 J1 최소 경고 기록(18장)을 경신했다.
2년 만에 출전한 후지 제록스 슈퍼컵에서 J리그와 천황배에서 모두 준우승한 감바 오사카와 맞붙었다. 미토마가 공식전 3경기 연속 골을 기록하며 대회 역사상 6번째로 한 경기 2골을 기록했다. 후반전 동점을 허용했으나, 교체 출전한 고바야시가 결승골을 터뜨려 두 번째 우승을 차지했다.
AFC 챔피언스리그에서는 조별리그 6경기에서 27골을 기록하며 전승으로 16강에 진출했다. 유나이티드 시티 FC와의 경기에서는 다치바나다가 가와사키 역사상 첫 ACL 해트트릭을 기록했으며, 공식전 최다 득점 경기(8-0)도 달성했다. 그러나 16강에서 울산 현대를 상대로 0-0 무승부 후 승부차기에서 패하며 탈락했다.
J리그 YBC 르방컵에서는 우라와와 8강에서 맞붙었다. 1차전(원정)은 1-1 무승부, 2차전(홈)은 3-3 무승부로, 원정 다득점 원칙에 따라 탈락했다.
천황배에서는 준결승에서 오이타를 상대로 연장 후반에 동점을 허용한 후 승부차기에서 패하며 결승 진출에 실패했다.

결과적으로, 2021년 시즌 컵대회(ACL·J리그컵·천황배)에서 단 한 번도 정규 시간 내 패하지 않았음에도 불구하고, 모든 대회에서 우승을 놓쳤다.
오니키 감독이 2년 연속 J1리그 우승 감독상을 받았으며, 레안드루 다미앙, 이에나가, 와키자카, 하타테, 다니구치, 제시엘, 야마네가 베스트 일레븐에 선정되었다. 또한, 이 7명에 다치바나다, 노보리자토, 정성룡을 포함한 총 10명이 우수 선수상을 받으며, 가와사키는 J리그 역사상 최다 베스트 일레븐 배출 클럽(통산 40명)이 되었다. 레안드루 다미앙은 2016년 나카무라, 2017년 고바야시, 2018년 이에나가에 이어 팀 역사상 4번째 J리그 MVP로 선정되었다.

#### 2022 시즌
오니키 체제 6년 차, 시즌 전 이경태(오카야마), 하타테(셀틱), 하세가와(요코하마FC) 등 주요 선수들이 이적했으며, 세코(요코하마FC), 차나팁(삿포로) 등의 영입이 이루어졌다. 유소년 팀에서는 이가라시 다이요와 다카이 고타가 승격되었으며, 나가나가 타카토라(고코쿠 고등학교), 하야사카 유키(도인 요코하마 대학),  사사키 아키라(류쓰케이자이 대학), 마쓰이 렌지(호세이 대학)이 입단했다.
4월 2일 열린 J1리그 6라운드 세레소 오사카전에서 패배하기 전까지 홈에서 25경기 연속 무패 기록을 세워 우라와 레즈, 감바 오사카와 함께 리그 타이 기록을 달성했다. 4월 10일 J1리그 8라운드 가시와 레이솔전에서 오니키 감독이 통산 184경기째 지휘하며 클럽 최다 경기 지휘 감독이 되었다.

가시와전 이후 AFC 챔피언스리그 일정을 포함해 5월 21일 J1리그 14라운드 사간 도스전까지 5경기 연속 무실점을 기록하며 클럽 신기록을 세웠다. 그러나 주축 수비수 제시엘이 2021년 11월 7일 사간 도스전에서 왼쪽 무릎 전방 십자인대 및 내측 측부인대 부상을 당해 장기 이탈하면서 수비진이 흔들렸다. 전반기 17경기에서 21실점을 기록해, 2015년 이후 7년 만에 시즌 전반기 실점이 경기 수를 초과했다. 또한, 공격진도 2000년 이후 22년 만에 16경기 연속 3골 이하에 머물렀다. 좌측 윙어로 주로 출전한 마르시뉴와 미야기 고타가 합산 5골을 기록했으나, 이는 2021년 벨기에로 이적한 미토마 가오루가 기록했던 8골의 절반을 넘는 수준에 불과했다.

7월 30일 제시엘이 복귀한 후 8월 전 경기에서 승리하며 일시적으로 선두를 탈환했다. 그러나 8월 20일 후쿠오카전에서 레안드루 다미앙이 오른쪽 발목 외측 인대 손상 및 종비골근 손상을 입고 시즌 아웃되었다. 이후 9월 1일 쇼난 벨마레전에서 1-2로 패하며 J1리그 역사상 첫 가나가와 더비 3연패를 기록했다. 이후 1승 2무 1패로 부진한 반면, 요코하마 F. 마리노스은 3승 1무로 승점 차이를 벌렸다. 10월 1일 삿포로전에서 3-4로 패하며 시즌 8번째 패배를 기록했다. 이후 승점 차이를 좁히며 최종전까지 우승 경쟁을 이어갔으나, 최종전에서 FC 도쿄를 이기고도 요코하마FM이 승리하면서 준우승을 차지했다.
AFC 챔피언스리그에서는 말레이시아에서 조별리그를 치렀다. 조호르 다룰 탁짐, 울산 현대, 광저우 FC와 한 조에 편성되었으며, 3승 2무 1패로 조 2위를 기록했다. 그러나 상하이 하이강이 코로나19 여파로 대회 불참을 결정하면서 ACL 규정 변경으로 인해 조별리그에서 탈락했다.

천황배에서는 삿포로 대학을 5-0으로 이겼으나, J2리그 11위 도쿄 베르디에 0-1로 패하며 3라운드에서 탈락했다. 이는 8년 만의 조기 탈락이었으며, 1977년 천황배 첫 출전 이후 처음으로 6월 중에 탈락하는 기록이었다.

J리그 YBC 르방컵에서는 ACL 출전으로 인해 플레이오프 스테이지부터 참가했다. 8강에서 세레소 오사카와 맞붙어 1차전에서 1-1로 비겼고, 2차전에서 마르시뉴가 2골을 기록하며 3-1로 앞섰으나 후반 추가 시간에 연속 실점을 허용하며 3-3 무승부를 기록, 원정 다득점 원칙에 의해 탈락했다. 이는 J리그컵 역사상 처음으로 2년 연속 원정 다득점 규정에 의해 탈락한 사례였다.
이 시즌 가와사키 프론탈레는 국내 및 국제 대회 포함 5개의 타이틀을 목표로 했으나, 제시엘의 부상 공백 속에서 슈퍼컵, ACL, 천황배에서 모두 탈락하며 6년 만에 무관으로 시즌을 마무리했다.

#### 2023 시즌
오니키 체제 7년 차, 지넨(가시마), 이사카 제인(야마가타), 단노(이와테), 다니구치(알라이얀)이 각각 완전 이적했다. 또한, 하라다(나가노), 다나베(지바), 이가라시(야마구치)가 육성형 임대 이적했으며, 가미야(고후), 미야기(나가사키)가 각각 임대 이적했다.

보강으로는 미야시로(도스)가 임대 복귀했으며, 세가와 유스케(쇼난), 가미쿠모토 나오토(교토), 오나미 타쿠마(가시와)를 완전 이적으로 영입했다. 또한, 유스팀에서 오제키 유토, 마츠나가네 유토, 야마다 신(도인 요코하마 대학), 묘간 토야(리세이샤 고등학교)가 입단했다.
J리그 마스코트 총선거의 마지막 대회(후지 제록스 슈퍼컵 하프타임 이벤트)에서 '와룬타'가 2위를 차지했다. 이는 2015년 ‘프론타’의 6위 기록을 뛰어넘는 구단 역대 최고 성적이자, 최초의 TOP3 진입이었다.
연초부터 레안드루 다미앙이 발목 수술로 합류가 늦어졌고, 고바야시 유와 노보리가 부상으로 리그 개막전을 결장했다. 개막전에서 요코하마 F. 마리노스에 패배했으며, 제시엘 퇴장과 구루마야의 부상 교체 등 악재가 겹쳤다. 이후에도 제시엘, 야마무라, 오시마 등 주요 선수들의 부상과 센터백 다카이의 대표팀 차출등으로 전력난이 심화되었고, 시즌 초반 9경기에서 2승 3무 4패로 부진했다.

4월 감바 오사카전에서 다나베가 장기 부상으로 이탈하며 어려움이 지속되었고, 연승과 연패를 반복하며 홈 경기에서도 패배가 늘어났다. 29라운드 니가타전 패배로 우승 가능성이 사라졌다. 가시마를 상대로는 강한 모습을 보이며 3년 연속 시즌 더블을 기록했지만, 강등권 감바 오사카와 승격팀 니가타에 시즌 더블을 허용하는 등 불안정한 경기력을 보였다.

10월 가시와전에서 도노가 레드카드를 받아 시즌 7번째 퇴장자가 되었으며, 이는 구단 최다 기록이었다. 특히, 7명의 퇴장 선수가 모두 다른 선수이고 이 중 6명이 단 한 번의 반칙으로 즉시 퇴장되었는데, 이는 즉시 퇴장을 받은 인원수로 J1리그 역사상 최다 타이 기록이 되었다.

외국인 선수들도 부진했다. 마르시뉴와 다미앙이 부상으로 결장했고, 2022년 약 4억6500만 엔을 들여 영입한 차나팁은 기대 이하의 활약 끝에 6월 파툼 유나이티드로 이적했다.

개막 후 27경기 동안 외국인 선수의 리그 첫 골이 나오지 않았고, 여름 이적 시장에서 영입한 고미스도 기대에 미치지 못했다. 결국 외국인 선수들의 총 득점은 5골에 그쳐 구단 역사상 최소 기록과 동률을 이뤘으며, 팀은 2013년 이후 최저 순위인 8위로 시즌을 마감했다.
AFC 챔피언스리그의 개최 시기가 가을로 변경됨에 따라 모든 클럽이 참가하게 된 J리그 YBC 르방컵에서는 J2 소속인 시미즈, 우라와, 쇼난과 같은 조에 편성되었다. 센터백을 중심으로 부상자가 속출한 가운데 개막전을 맞이했고, 첫 경기에서 시미즈에게 2-3으로 패배하면서 2019년 J2 팀도 참가하는 방식으로 바뀐 이후 처음으로 J2 팀에게 패했다. 이후 홈에서 쇼난, 우라와와 2연속 0-0 무승부를 기록했으며, 4라운드 시미즈전에서는 6-0 대승을 거뒀다. 하지만 마르시뉴가 부상으로 빠진 상태에서 맞이한 5라운드 우라와전에서 세가와의 선제골에도 불구하고 역전패를 당했다. 레몬가스 스타디움에서 쇼난을 상대로 2골 차를 뒤집는 승리를 거뒀지만, 맞대결 우선 규정으로 인해 7년 만에 조별리그 탈락이 확정되었다.
그러나 천황배에서는 꾸준히 승리를 이어갔다. 2라운드에서 도치기 시티 FC, 3라운드에서 J2 미토를 차례로 꺾었고, 16강에서는 고치 유나이티드를 격파했다. 8강에서는 니가타를 상대로 120분간 3-3 접전 끝에 승부차기 승리를 거두며 2년 만에 준결승에 올랐다. 홈에서 열린 준결승에서는 후쿠오카를 4-2로 이기며 3년 만에 결승에 진출했다. 결승전에서 가시와와 120분간 득점 없이 승부차기 끝에 3년 만에 두 번째 우승을 차지하며, 다음 시즌 ACL 출전권을 획득했다.
이번 우승으로 가와사키는 4년 연속 ACL 출전권을 확보하며 구단 역사상 최장 기록을 세웠다. 또한, 오니키 감독은 일본인 감독 최다 국내 3대 타이틀(리그, 컵, 천황배) 우승 기록(7회)을 세우며, 가시마 시절 오즈와우두 지 올리베이라 감독의 6회 우승을 넘어 한 클럽에서 가장 많은 타이틀을 획득한 감독이 되었다.

#### 2024 시즌
오니키 체제 8년 차, 미야시로가 고베로, 노보리가 세레소 오사카로, 야마네가 LA 갤럭시로, 주앙 슈미트가 산투스로, 가미야가 고후로, 야마무라가 요코하마로 각각 완전 이적했다. 또한, 이가라시는 임대 연장을 선택했고, 마쓰나가네와 오제키는 후쿠시마로, 에이나가는 군마로, 묘간은 센다이로 육성형 임대 이적했다.

보강 측면에서는 미야기가 야마가타에서, 마쓰이가 마치다에서 임대 복귀했다. 또한, 미우라 소타(고후), 마루야마(나고야), 제 히카르도(고이아스), 패트릭 베론(바이아), 에리손(상파울루), 야마모토 유키(오사마)를 완전 이적으로 영입했다. 유스 출신 유이 고타, 야마우치 히나타(도인 요코하마 대학), 간다 소마(시즈오카 가쿠엔 고등학교)가 입단했다.
천황배 우승으로 2년 만에 참가한 후지 제록스 슈퍼컵에서 전년도 J리그 챔피언인 고베를 1-0으로 꺾고 3년 만에 통산 세 번째 우승을 차지했다.

AFC 챔피언스리그에서는 산둥 타이산과 맞붙었다. 원정 1차전에서 에리손의 이적 후 첫 골을 포함해 마르시뉴와 이에나가가 득점하며 3-2로 승리했다. 그러나 홈 2차전에서 초반 두 골을 내주며 합계 3-4로 역전당했고, 이후 한 차례 재역전에 성공했으나 후반 추가시간 실점하며 2-4로 패배, 16강에서 탈락했다.

천황배에서는 2라운드에서 소니 센다이를 2-0으로 꺾었지만, 3라운드에서 오이타에 1-3으로 패하며 탈락했다. 이는 2021년 준결승에 이어 또다시 오이타에 발목을 잡힌 결과였다.

J리그 YBC 르방컵에서는 프라임 라운드 시드로 참가했으나, 준결승에서 니가타에 패하며 4강에서 탈락했다.
리그에서는 시즌 내내 부진을 겪으며 10라운드 시점에서 16위까지 추락했다. 이후 한동안 중위권에서 벗어나지 못했으나, 최종 라운드에서 도쿄 베르디와 후쿠오카를 상대로 연승하며 13승 13무 12패, 8위로 시즌을 마감했다.
2024년 10월 16일, 8년간 팀을 이끈 오니키 감독이 계약 만료로 퇴임했다.
이 시즌을 끝으로 바페팀비 고미스가 현역에서 은퇴했다.

### 하세베 감독 체제(2017-2024)

#### 2025 시즌
신임 감독으로 아비스파 후쿠오카의 전 감독이자 가와사키 프론탈레에서 선수로 활동했던 하세베 시게토시가 부임했다.
2024-25년 AFC 챔피언스리그 엘리트에서 준우승하였다.

## 선수 명단

### 현역
참고: FIFA 자격 규정에 따라 소속된 국가대표팀 국기를 표시합니다. 선수는 복수의 FIFA 비회원국 국적을 가지고 있을 수 있습니다.
| 번호 | 포지션 | 국적 | 이름                    |
| ---- | ------ | ---- | ----------------------- |
| 1    | GK     |      | 정성룡                  |
| 2    | DF     |      | 다카이 고타             |
| 4    | DF     |      | 제시엘 카르도소 미란다  |
| 5    | DF     |      | 사사키 아사히 (부주장)  |
| 6    | MF     |      | 야마모토 유키           |
| 7    | DF     |      | 구루마야 신타로         |
| 8    | MF     |      | 타치바나다 켄토         |
| 9    | FW     |      | 에리손 다닐로 데 소우자 |
| 10   | MF     |      | 오시마 료타             |
| 11   | FW     |      | 고바야시 유             |
| 13   | DF     |      | 미우라 소타             |
| 14   | MF     |      | 와키자카 야스토 (주장)  |
| 15   | DF     |      | 다나베 슈토             |
| 16   | MF     |      | 오제키 유토             |
| 17   | FW     |      | 이토 타츠야             |
| 18   | MF     |      | 세가와 유스케           |
| 19   | MF     |      | 가와하라 소             |

| 번호 | 포지션 | 국적     | 이름                     |
| ---- | ------ | -------- | ------------------------ |
| 20   | FW     |          | 야마다 신 (부주장)       |
| 21   | GK     |          | 안도 슌스케              |
| 23   | FW     |          | 마르시뉴                 |
| 24   | FW     |          | 미야기 덴                |
| 25   | GK     |          | 나카가와 신              |
| 26   | MF     |          | 야마우치 히나타          |
| 27   | DF     |          | 가미하시 료타            |
| 28   | MF     |          | 패트릭 베론              |
| 30   | DF     |          | 노다 히로토              |
| 31   | DF     |          | 사이 반 베르메스케르켄   |
| 33   | GK     |          | 이근형                   |
| 35   | DF     |          | 마루야마 유이치 (부주장) |
| 38   | FW     |          | 칸다 소마                |
| 39   | DF     |          | 츠치야 카이토            |
| 41   | MF     |          | 이에나가 아키히로        |
| 44   | DF     | 콜롬비아 | 세자르 하이다르          |
| 98   | GK     |          | 야마구치 루이            |

## 역대 감독
기재는 J리그 준회원 으로서 현재의 클럽명이 된 1997년 이후.
| 성명              | 재임 시즌              | 비고                            |
| ----------------- | ---------------------- | ------------------------------- |
| 사이토 가즈오     | 1997년                 | - 전 일본 대표                  |
| 조제              | 1997년                 |                                 |
| 베투              | 1998년 - 1999년        |                                 |
| 마쓰모토 이쿠오   | 1999년                 | - 전 일본 대표                  |
| 제카              | 2000년                 |                                 |
| 이마이 도시아키   | 2000년                 |                                 |
| 고바야시 히로시   | 2000년                 |                                 |
| 호리이 요시하루   | 2001년                 | - 전 일본 대표                  |
| 이시자키 노부히로 | 2001년 7월 - 2003년    |                                 |
| 세키즈카 다카시   | 2004년 - 2008년 2009년 | - 전 일본 축구 협회 기술 위원장 |
| 다카하타 쓰토무   | 2008년 2010년          |                                 |
| 소마 나오키       | 2011년 - 2012년 4월    | - 전 일본 대표                  |
| 가자마 야히로     | 2012년 4월 - 2016년    | - 전 일본 대표                  |
| 오니키 도루       | 2017년 - 2024년        |                                 |
| 하세베 시게토시   | 2025년 -               | - 전 일본 대표                  |

## 수상 내역

### 일본 국내 대회
- J1리그 : 4회
  - 2017, 2018, 2020, 2021
- J2리그 : 2회
  - 1999, 2004
- J리그 YBC 르방컵 : 1회
  - 2019
- 천황배 JFA 전일본 축구선수권대회 : 2회
  - 2020, 2023
- 후지 제록스 슈퍼컵 : 3회
  - 2019, 2021, 2024

### 국제 대회
- AFC 챔피언스리그
  - 준우승 : 2024-25

### 개인・팀 표창
최우수 선수(MVP)
- 2016: 나카무라 겐고
- 2017: 고바야시 유
- 2018: 이에나가 아키히로
- 2021: 레안드루 다미앙

베스트 일레븐
- 2006: 나카무라 겐고, 다니구치 히로유키
- 2007: 나카무라 겐고, 주니뉴
- 2008: 나카무라 겐고
- 2009: 나카무라 겐고, 가와시마 에이지
- 2010: 나카무라 겐고
- 2013: 오쿠보 요시토
- 2014: 오쿠보 요시토
- 2015: 오쿠보 요시토
- 2016: 나카무라 겐고, 고바야시 유
- 2017: 나카무라 겐고, 고바야시 유, 구루마야 신타로, 에우시뉴
- 2018: 나카무라 겐고, 이에나가 아키히로, 구루마야 신타로, 에우시뉴, 정성룡, 다니구치 쇼고, 오시마 료타
- 2020: 미토마 가오루, 이에나가 아키히로, 모리타 히데마사, 다나카 아오, 다니구치 쇼고, 야마네 미키, 제시엘, 노보리자토 교헤이, 정성룡
- 2021: 제시엘, 다니구치 쇼고, 와키자카 야스토, 레안드루 다미앙, 야마네 미키, 이에나가 아키히로, 하타테 레오
- 2022: 다니구치 쇼고, 야마네 미키, 와키자카 야스토, 이에나가 아키히로, 마르시뉴
- 2023: 와키자카 야스토

득점왕
- 2007: 주니뉴
- 2013: 오쿠보 요시토
- 2014: 오쿠보 요시토
- 2015: 오쿠보 요시토
- 2017: 고바야시 유
- 2021: 레안드루 다미앙

페어플레이 개인상
- 2009: 가와시마 에이지
- 2015: 다니구치 쇼고
- 2021: 야마네 미키

우승 감독상
- 2017: 오니키 도루
- 2018: 오니키 도루
- 2020: 오니키 도루
- 2021: 오니키 도루

J리그컵 최우수 선수(MVP)
- 2019: 아라이 쇼타

J리그컵 뉴히어로상
- 2006: 다니구치 히로유키

공로 선수상
- 2006 : 소마 나오키
- 2014 : 이토 히로키
- 2021 : 나카무라 겐고
- 2023 : 정대세

기타
- J1 페어플레이 상 (8)
  - 2012, 2015, 2016, 2017, 2018, 2019, 2020, 2021
- J30 베스트어워즈
  - 베스트 매치 수상

## 유니폼

### 팀 컬러
- 블루,     블랙,     화이트

### 유니폼 스폰서
| 기재 장소 | 스폰서            | 표기                                        | 게시 연도    | 비고 |
| --------- | ----------------- | ------------------------------------------- | ------------ | --- |
| 가슴      | 후지쯔            | FUJITSU                                     | 1997년 -     | - 2013년 - 2015년의 2nd는 'ARROWS' 표기 - 2016년 - 2017년은 구 로고의 'arrows' 표기 - (ACL에서는 1st, 2nd 모두 'FUJITSU' 표기)         |
| 쇄골      | GA technologies   | RENOSY                                      | 2018년 9월 - | - 좌측에 표기 |
| 쇄골      | Anker Japan       | ANKER                                       | 2021년 -     | - 우측에 표기 - 2021년은 'Anker Innovations JAPAN' 표기                                                                                |
| 등 상단   | SMBC 닛코 증권    | SMBC日興証券                                | 2005년 -     | - 2005년 - 2007년 중까지는 상품명의 'ピーカブー(피카부)' 표기 - 2007년 중 - 2011년 3월은 '日興コーディアル証券(닛코 코디얼 증권)' 표기 |
| 등 하단   | PwC 컨설팅        | pwc                                         | 2023년 -     | |
| 소매      | 에바라 식품 공업  | エバラ                                      | 2023년 -     | |
| 바지 앞면 | 마쓰오 공무점     | MATSUO                                      | 2021년 4월 - | |
| 바지 뒷면 | 가와사키 신용금고 | 川崎信用金庫 100 KAWASHIN 100th Anniversary | 2022년 -     | |

### 유니폼 공급 업체
- 1997년 - 1998년: PENALTY
- 1999년 - 2010년: 아식스
- 2011년 - 현재 : 푸마

## 지역 밀착 활동

### J리그의 지역 연계 철학
가와사키 프론탈레의 전신인 후지쯔 축구부는 1996년 프로화를 추진하면서 J리그의 이념에 따라 지역 사회와의 공생을 목표로 삼았다. 이에 따라 가와사키 시 각 구에서 축구 교실을 운영하는 것뿐만 아니라, 지역 축제와 상점가 행사에 선수들을 파견하고(예: 연초 인사, 사인회 등), 지역 상점가가 협찬하는 ‘맨 오브 더 매치’ 시상 제도인 '당신이 대상', 홈경기에서의 사인회 등을 적극적으로 진행했다. 특히 크리스마스 시즌에는 입원 중인 어린이들을 방문하는 푸른 산타클로스 활동이 매년 연례 행사로 자리 잡았다.
가와사키 시는 2004년 9월 '가와사키 시 홈타운 스포츠 추진 파트너'를 제정하고, 프론탈레는 창립 멤버로 참여했다. 또한 가와사키 시는 지역 기업 및 단체, 서포터 주식회와 함께 운영 회사의 일부 주식을 취득했다. 현재는 후지전기, 후지쯔 그룹 계열사 외에도 가와사키 시에 본사를 두거나 사업장을 운영하는 기업 및 공익법인 등 36개 단체가 출자하고 있다.

### 상점가와의 연계
2006년, 클럽 창단 10주년을 맞아 가와사키 시 상점가 연합회를 통해 시내 모든 상점가 가로등에 프론탈레 응원 배너를 배포했다. 2014년에는 시내 11개 지역의 상점가 연합회가 협력하여, 프론탈레 홈경기에서 가장 인상적인 활약을 펼친 선수에게 지역 특산품을 선물하는 '당신이 대상(あんたが大賞)' 시상식을 진행했다. 이 시상식은 가와사키 시 상점가 연합회와 서포터 주식회가 공동으로 주관하며, 연합회 회장은 서포터 주식회의 이사장을 겸임하고 있다.
또한 구단 홍보 담당자의 인터뷰에 따르면, 프론탈레 후원회원의 약 75%가 홈구장인 도도로키 육상경기장과 후지쯔 본사 및 공장이 위치한 나카하라구, 클럽 사무실이 있는 다카쓰구, 그리고 2006년 4월 프론탈레가 운영을 맡아 개장한 풋살장 '프론타운 사기누마'가 있는 미야마에구에 거주하는 것으로 나타났다.
2006년 11월 2일에는 가와사키 경마장에서 열린 JBC 마일 경주의 전야제 이벤트로 '프론탈레 창단 10주년 특별 경주'가 개최되기도 했다.
프론탈레의 훈련장이 위치한 아사오구에서는 2009년 '아소 어시스트 클럽'이 발족되었다. 이 클럽은 가와사키 시청과 프론탈레의 후원을 받으며, 지역 상점가와 다양한 단체들이 협력하여 홍보 및 지원 활동을 펼치고 있다. 또한 오다큐 전철과 협력하여, 클럽 훈련장의 최단역인 오다큐 다마선 구리히라 역에 홍보 간판을 설치하는 등의 활동을 전개했다.

### 스포츠 단체와 협력
다른 종목과의 교류도 활발하게 진행됐다. 가와사키 시에 위치한 오즈모 스모 베야의 인연을 바탕으로, 프론탈레 팬 감사 행사에 스모 베야의 스모 선수들이 초청되었으며, 홈경기 당일에는 스모 베야에서 직접 만든 잔코나베를 판매하는 부스가 운영되었다.

2015년 4월 29일 J1리그 8라운드 가시와 레이솔전에서는 2년 만에 '잇츠 어 스모 월드' 이벤트가 다시 열렸다. 이 행사는 일본 스모 협회가 공식 후원했으며, 본 경기장에서는 스모 경기장에서 사용하는 좌석인 마스세키가 설치되었고, 선수 입장 전 스모식 선수 호명도 진행되었다. 2019년에는 가와사키 출신이자 오랜만에 마쿠우치(최상위 리그)로 승격한 스모 선수 도모카제 유타(友風勇太)가 참가하여, 경기 전 시구식을 진행하기도 했다.

코로나19 팬데믹의 영향으로 2020년부터는 행사가 중단되었으나, 2009년부터 매년 한 차례 료고쿠 국기관에서 열리는 스모 대회에서 프론탈레 서포터들이 모이는 스모부 응원 투어가 진행되었다.
2016년부터는 일본 프로농구 B리그의 가와사키 브레이브 선더스와 협업을 진행하며, 같은 날 홈경기를 개최할 경우 티켓 할인 서비스를 제공하는 등 다양한 협업을 추진하고 있다.
프론탈레는 다양한 스포츠 단체와 협력하여 지역 사회와의 연계를 강화하고 있다. 특히 가와사키 시 다마구에 위치한 '가와사키 신다 복싱짐'과 협력 관계를 맺고 있다. 2011년 8월 16일, 도도로키 아레나에서 열린 복싱 흥행에서는 프론탈레의 마스코트 '프론타'가 등장하여, 에히메 FC의 마스코트 '잇페이 군'과의 '비공식 일본 마스코트급 챔피언 결정전'을 치러 승리했다. 이후 메인 이벤트였던 구로다 마사유키 선수의 일본 라이트 플라이급 타이틀 매치에서 라운드 보이 역할을 맡기도 했다.

### 지역 사회와의 협력
2009년부터 지역 밀착 사업의 일환으로 초등학교 6학년생을 위한 오리지널 수학 문제집 '산수 드릴'을 제작하여 가와사키 시내 학교에 배포하고 있다. 이 프로젝트는 프리미어리그의 아스널이 런던 시와 공동 제작한 외국어 학습 교재에서 영감을 받아 시작되었다.
처음에는 한 학교에서만 배포되었으나, 2010년에는 나비스코컵 준우승 상금을 활용하여 가와사키 시 내 모든 초등학교 및 특수학교에 확대 배포했다. 2011년부터는 가와사키 시의 지원을 받아 지속적으로 운영되고 있으며, 선수들이 직접 참여하는 "수학 문제집 게스트 티처" 프로그램도 진행 중이다.
2011년 동일본 대지진 당시, 피해를 입은 이와테현 리쿠젠타카타 시의 초등학교에도 이 문제집을 기부하여 교육 지원 활동을 펼치기도 했다.
2015년, 프론탈레는 과거 가와사키 구장이 있던 자리를 개조하여 새롭게 개장한 '가와사키 후지미 경기장(후지쯔 스타디움 가와사키)'의 지정 관리자로 선정되었다. 이 경기장은 프론탈레의 유소년 선수 훈련장 및 공식 경기장으로 활용되고 있으며, 프론탈레 축구 스쿨 학생들의 연습장으로도 사용되고 있다.
J리그가 매년 실시하는 '스타디움 관람객 조사'에서 프론탈레는 2010년부터 5년 연속 지역 기여도 1위를 기록했다.
또한, 홈 경기에서는 선수와 심판이 입장하기 전에 서포터들이 가와사키 시민의 노래 '좋아하는 가와사키 - 사랑의 도시(好きです かわさき 愛の街)'
를 부르는 것이 전통으로 자리 잡았다.
2023년 3월에는 가와사키 시 이쿠타 지역에 'Anker 프론타운 이쿠타'를 개장하여, 지역 주민들이 이용할 수 있는 스포츠 시설을 확충했다.